# Museum für Rotes Sandelholz
Das  Museum für rotes Sandelholz (紫檀博物館 / 紫檀博物館 zǐtánbówùguǎn) ist ein Museum in Peking für historische Möbel aus rotem Sandelholz und gleichzeitig Ausbildungsstätte für die alte Tradition der Sandelholzverarbeitung.

## Geschichte
Das Museum wurde von Frau Chen Lihua (陈丽华 Chén Lìhuá / 陳麗華), der Vorstandsvorsitzenden der FuWah International Group in Hongkong, gegründet und am 19. September 1999 eröffnet, die Investitionen beliefen sich auf 200 Millionen Yuan RMB. Es wurde 2003 in die höchste Attraktivitätsstufe der Nationalen Tourismusbehörde eingeordnet.
Rotes Sandelholz (Pterocarpus santalinus, im Chinesischen bekannt als „zǐ tán“ „紫檀 / 紫檀“), war in Südostasien reichlich vorhanden. Durch die exzessive Nutzung des Holzes seit Mitte des 14. Jahrhunderts während der Ming- und Qing-Dynastie sank das Vorkommen an alten Bäumen, die für die Möbelherstellung geeignet waren. Dadurch drohten die handwerklichen Fähigkeiten zur Herstellung von Möbeln und anderen Dingen aus rotem Sandelholz, die sich in mehreren Jahrhunderten in China entwickelt hatten, zu verschwinden.
Die Bemühungen des Museums und dessen Gründerin um die Wiederbelebung der alten Handwerkskunst ermöglichten es, dass die Handwerker im Palastmuseum Peking ausführliche Studien betreiben können.

## Museum
Im modernen Museumsbau mit Anleihen an die chinesische Architektur der letzten Jahrhunderte werden etwa 200 originale Möbel aus der Ming- und Qing-Dynastie gezeigt, zudem sind Möbel, die in den letzten drei Jahrzehnten nach Vorbildern aus den beiden Dynastien entstanden sind, und Modelle bekannter Pekinger Bauwerke ausgestellt. Darüber hinaus wird auch ein Einblick in die Verarbeitung des roten Sandelholzes geboten.